# Hotel Makedonia Palace
Das Hotel Makedonia Palace (griechisch Μακεδονία Παλλάς Makedonia Pallas) ist ein 5-Sterne-Hotel in Thessaloniki, Griechenland. Das Hotel steht frei zwischen der Leoforos Megalou Alexandrou und der Nea Paralia, der östlichen Uferpromenade der Stadt.
Das Hotel Makedonia Palace, entworfen vom griechischen Architekten Konstantinos A. Doxiadis, wurde am 26. Oktober 1971 eröffnet. Das Gebäude in Form eines rechteckigen Kastens hat Rasterfassaden an allen Seiten. Es hat 11 Stockwerke über der Erde und ein Untergeschoss. Die 284 Zimmer und Suiten sind entweder nach Westen zum Meer oder nach Osten ausgerichtet. Nach gründlicher Sanierung wurde das Hotel am 1. Mai 2017 erneut eröffnet.
Das Gebäude ist Eigentum der IKA (Griechenlands Sozialversicherungsfonds) und wurde von der Daskalantonakis Group verwaltet. 2011 stand das Hotel wegen Auslaufen des 15-Jahres-Vertrags vor der Schließung. Im Jahr 2014 pachtete Belterra Investments, im Besitz von Ivan Savvidis, das Hotel im Rahmen eines 30-Jahres-Vertrags mit einer 10-jährigen Verlängerungsoption zu einer jährlichen Miete von 1,7 Millionen Euro.
Das Gebäude ist ein Wahrzeichen an der neuen Strandpromenade von Thessaloniki (Nea Paralia), die von Nikiforidis - Cuomo Architects umgestaltet wurde.

## Gäste
Jedes Jahr im September, während der jährlichen Eröffnungszeremonie der Internationalen Messe von Thessaloniki, logiert der griechische Premierminister mit dem Großteil seines Kabinetts im Hotel Makedonia Palace. Das Hotel hatte im Verlauf der Jahre viele prominente Gäste wie   Catherine Deneuve, Faye Dunaway, Colin Farrell, Chuck Norris und Wladimir Putin.